# Storeya minuta
Storeya minuta är en stekelart som beskrevs av Sureshan 1999. Storeya minuta ingår i släktet Storeya och familjen puppglanssteklar. Inga underarter finns listade i Catalogue of Life.